# Fairey Fox
Die Fairey Fox I war ein zweisitziger leichter Doppeldecker, der im britischen Dienst als Tagbomber verwendet wurde. Der Erstflug des Flugzeuges war 1925. Im August 1926 wurde die No. 12 Squadron der Royal Air Force (RAF) mit diesem Modell ausgestattet. Sie blieb die einzige britische Einheit, die diesen leichten und schnellen Bomber flog. Insgesamt wurden 28 Maschinen in Dienst gestellt. Das Flugzeug war bis 1931 bei der Squadron im Einsatz.

## Varianten
IOriginalausführung mit D-12-Triebwerken
IAUmgebaute Fox I mit Rolls-Royce Kestrel IIA-Triebwerken
Für die restlichen Varianten siehe Avions Fairey Fox

## Technische Daten
| Kenngröße             | Daten                                                                   |
| --------------------- | ----------------------------------------------------------------------- |
| Länge                 | 9,50 m                                                                  |
| Höhe                  |                                                                         |
| Spannweite            | 11,58 m                                                                 |
| Flügelfläche          | k. A.                                                                   |
| Antrieb               | Ein Fairey-Felix-Reihenmotor (Lizenz: Curtiss D-12) mit 358 kW (487 PS) |
| Höchstgeschwindigkeit | 252 km/h in Meereshöhe                                                  |
| Steigrate             |                                                                         |
| Dienstgipfelhöhe      |                                                                         |
| Reichweite            | 800 km                                                                  |
| Leermasse             | k. A.                                                                   |
| Startmasse            | k. A.                                                                   |
| Besatzung             | zwei Mann                                                               |
| Bewaffnung            | Zwei 7,7-mm-MGs, bis zu 209 kg Bomben als Außenlast                     |